# Rhodomyrtus sericea
Rhodomyrtus sericea är en myrtenväxtart som beskrevs av Karl Ewald Maximilian Burret. Rhodomyrtus sericea ingår i släktet Rhodomyrtus och familjen myrtenväxter. Inga underarter finns listade i Catalogue of Life.